# Puccinia batatas
Puccinia batatas är en svampart som beskrevs av P. Syd. & Syd. 1902. Puccinia batatas ingår i släktet Puccinia och familjen Pucciniaceae.   Inga underarter finns listade i Catalogue of Life.